# 迷人景致
迷人景致（日语：ブエナビスタ），是日本純種競賽馬匹。生涯稱霸中距離賽事，曾贏得六項一級賽冠軍並總共累積14億7886萬9700日圓獎金，亦做出連續四年當選最佳雌馬的壯舉。

## 出賽前
2006年3月14日於北海道早來町（今安平町）北部牧場出生，於一口馬主俱樂部Sunday Racing Co. Ltd.進行馬主募集後被送往同町的北部牧場Yearling成長。
2008年交由栗東訓練中心練馬師松田博資訓練。

## 競賽生涯

### 2歲
2008年10月26日出戰京都競馬場的2歲新馬戰，由安藤勝己策騎。比賽開始後受到漏閘影響，被迫於後方位置追走，進入直路後開始加速爆發末腳，但最終然仍以第三完賽。順帶一提，本次2歲新馬戰冠軍爲日後的皋月賞冠軍所向披靡、殿軍Three Rolls則爲來年菊花賞馬、亞軍帝王加冕則於日後勝出如月賞及讀賣盃等分級賽、第五名A Shin Beatlon則勝出2014年的夏季冠軍賽。參與此2歲新馬戰的賽駒均悉數於其後突破未勝利級別，更有五匹分級賽優勝賽駒，以分級賽優勝的賽駒中亦包含三匹一級賽冠軍，對於新馬戰而言極爲罕見，因而被稱爲「傳說的新馬戰」。
11月15日出戰2歲未勝利戰，比賽途中一直處於後方等待時機，進入直路後於外檔位置加速成功進佔先頭位置，直路中段保持速度下最終拋離後方對手，以3馬位優勢奪得首勝。
賽後被發現患有球節炎，經陣營謹慎討論過後，認爲其情況輕微可以靠短期治療解決，最終決定出戰阪神兩歲牝馬錦標並以抽選的形式成功進入出賽名單。比賽開始後，其並未急於搶佔先頭位置，而是保持於隊伍最後放緩慢地推進。通過最後彎道時候騎師安藤指揮其抽出外檔進佔有利位置，進入直路後成功望空加速並爆發出最後600米34.8秒的驚人末腳，於最後200米時候經已取得領先。當比賽進行之最後100米時候，雖然騎師安藤判斷勝局以定下並未繼續加鞭催策，但迷人景致仍然憑藉其恐怖的實力拋離對手2 1/2馬位奪得首個一級賽冠軍，亦成功達成母女制霸。
年末，由於其贏得一級賽的優秀表現，於評選中以近乎全票的299票當選最佳2歲雌馬。

### 3歲
2009年3月7日出戰年度首戰鬱金香賞，以1.1倍的壓倒性賠率獲得第一人氣。比賽開始後，其繼續選擇留後戰術，保持於最後方位置等待時機。通過第三彎道時候開始些微發力爬升至到中團位置，並逐步抽出外檔。進入直路後，其由中團外檔位置開始衝刺，逐步迫近於內檔領先的Sakura Mimosa。最後200米時，Sakura Mimos仍然領先約莫3馬位，但此時迷人景致經已進入加速狀態，最終於其爆發之下，成功超越對手更於最後關頭拉開1 1/4馬位奪得冠軍。
4月12日出戰櫻花賞，賽前於阪神競馬場內被分配至正對運馬車經過的道路的馬房，導致其被噪音影響下開始暴躁，所幸於馬房助理的陪伴下成功冷靜。賽事當天其以再度以1.2倍獨贏賠率取得壓性的第一人氣，其支持67.5%亦爲歷屆櫻花賞最高。比賽開始後，再度留後於尾二的位置追走，並一直保持此節奏直至最後彎道。進入直路後，其因此前抽出外檔的動作而成功望空，並借此有利局面成功加速縮窄於前方馬匹的距離。最後100米時，同爲後上馬的紅色夢想成功取得領先，但此時迷人景致仍然處於加速衝刺的狀態，最終於其保持加速力度下成功透出，以1/2馬位壓過對手再次取得冠軍，以騎師安藤亦成功以49歲16日之年打破勝出經典賽事最年長騎師的紀錄。

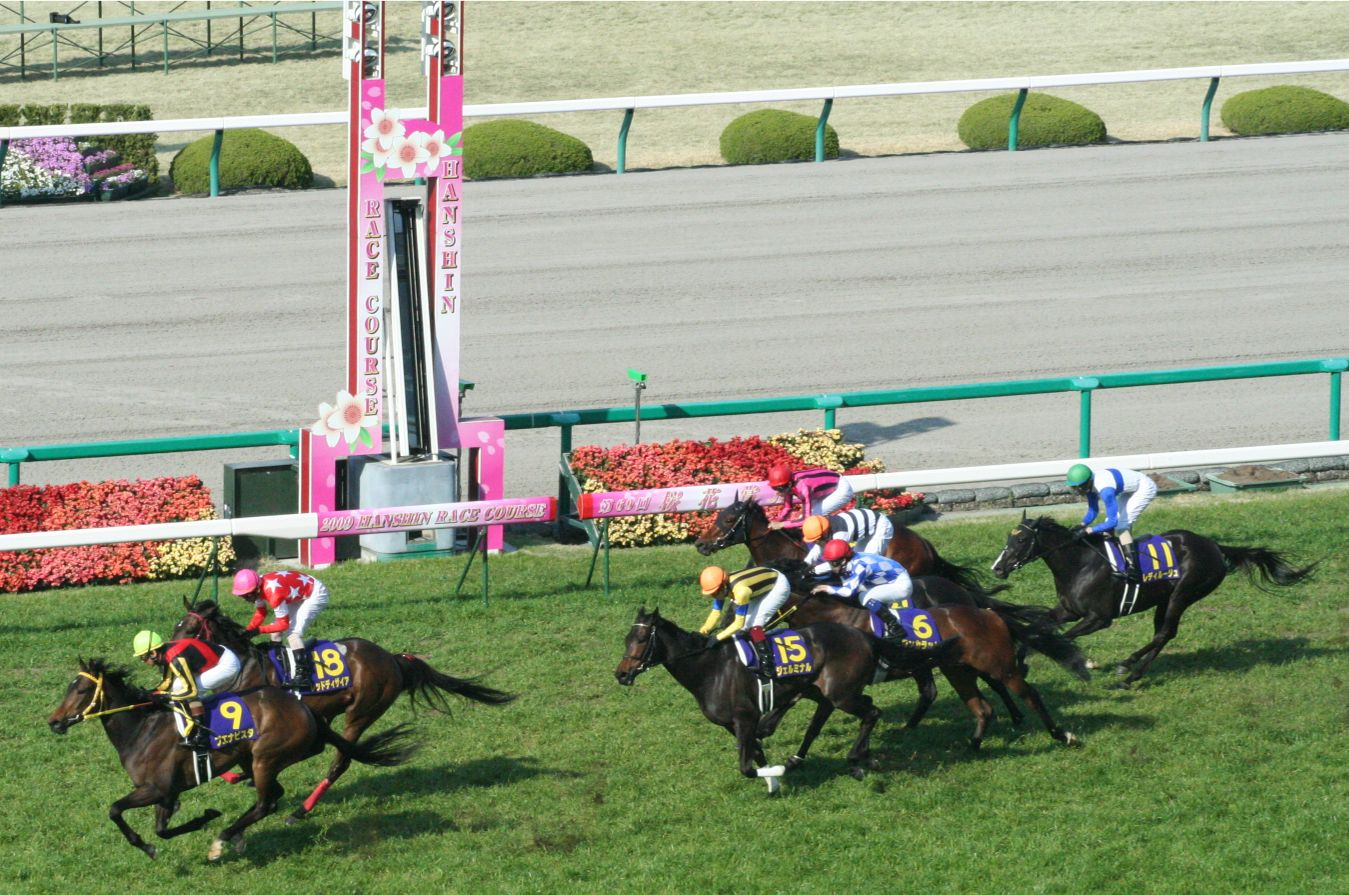
出戰櫻花賞的迷人景致

5月24日出戰優駿牝馬（日本橡樹大賽），再次獲得第一人氣。比賽開始後，其處於第十五的位置追走，並於比賽途中慢慢向前爬升。進入直路後其隨即抽出外檔開始加速，於最後400米的時開始由大外檔位置爆發力量衝刺。最後300米時候其仍然和前方的紅色夢想有約莫5馬位的差距，但憑藉其優秀的末腳速度，成功一口氣最上對手，並於終點線前於紅色夢想呈現平頭的姿勢，最終於照片判定下迷人景致以鼻位優勢險勝，成爲計2003年愛如往昔後的第十一匹雌馬三冠兩冠馬。

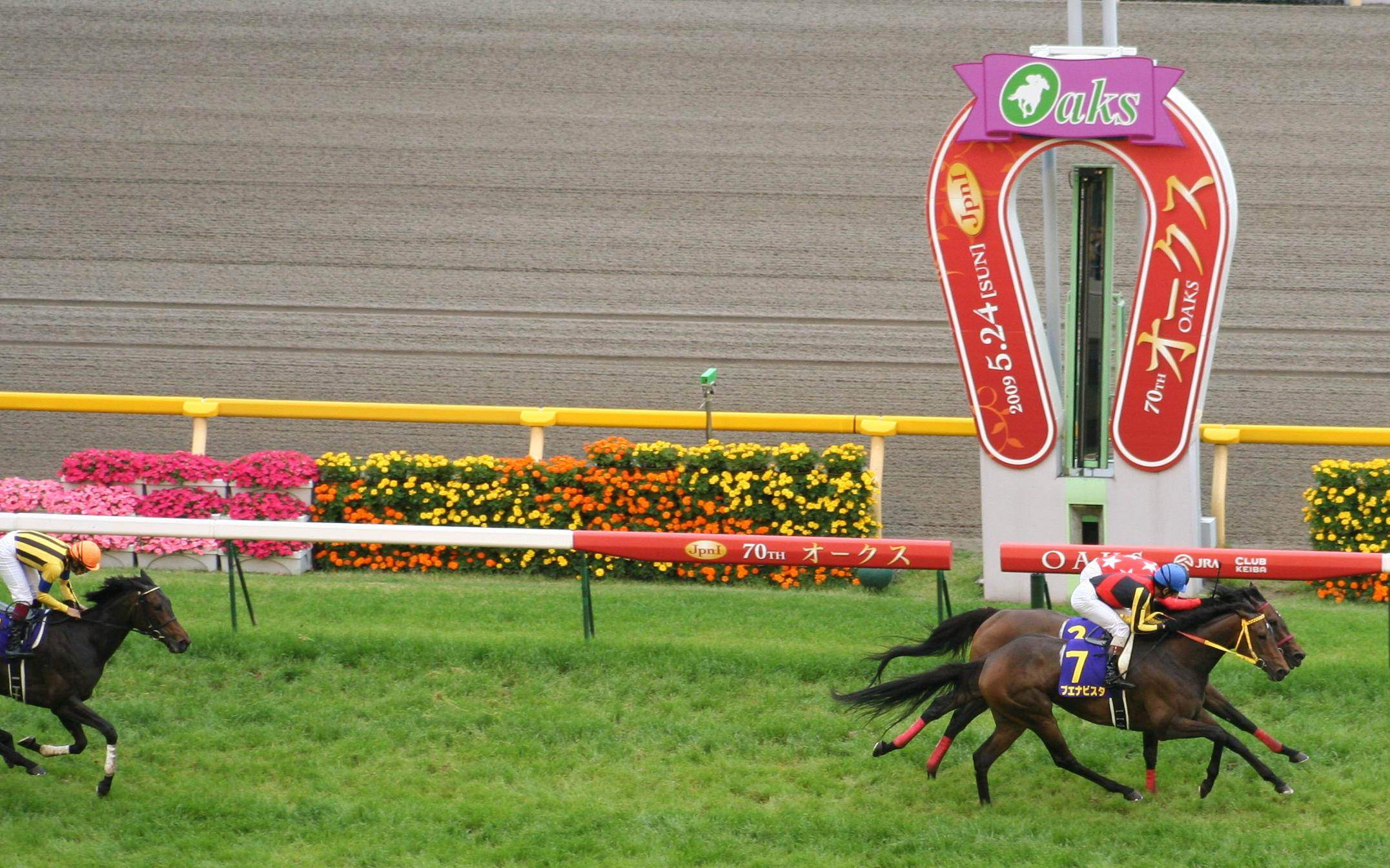
出戰優駿牝馬的迷人景致

其後陣營開始着手準備自從其勝出阪神兩歲牝馬錦標後經已制定的法國遠征計劃，以凱旋門大賽爲最大目標，並決定先出戰札幌紀念作爲熱身調整。
於北部牧場短暫放草過後在8月2日按照計劃出戰札幌紀念，比賽途中一度於中團位置推進，但其後便放慢速度退後等待時機。通過第三彎道時，其再次加速爬升，以第八進入直路並繼續衝刺追趕前方的馬匹，可惜最終未能超越率先衝刺並處於內欄有利位置的君主風範，以頸位落敗得第二。
完成札幌紀念後，陣營突然宣佈取消遠征計劃，並確定秋季將繼續以雌馬三冠爲目標出戰秋華賞。
10月18日按照計劃出戰秋華賞，於賽前再度獲得第一人氣。比賽開始後，其並未放慢速度留後意思於中團內欄位置推進。進入直線後抽出外檔開始加速，隨即和稍早前衝出的紅色夢想展開激烈的纏鬥並以片頭姿勢衝線。最終於照片判定下下迷人景致以7厘米差距落敗以第二名衝線，但經過再度審議過後確定迷人景致於直路開頭的外閃行爲對後方的寶黛大道構成妨礙，因而判處其降至第三名。
其後出戰女皇伊利沙伯二世盃，賽前獲得第一人氣。比賽開始後，前方的美酒皇后及T M Precure兩匹賽駒展開快放，比賽途中一度拉開主馬群約莫10馬位。然而於此場比賽處於先頭部隊的賽駒目睹前方兩匹賽駒快放後並未加緊腳步追趕，反而以緩慢的節奏推進，導致一直處於後方的迷人景致於最後彎道加速上前後才發現還距離兩匹賽駒約20馬位。此時騎師安藤驚覺事態比想像中嚴重，開始加鞭指揮迷人景致進一步加速，雖然其成功爆發末腳衝刺，但礙於被拉開的距離過大，最終無力回天下以第三完賽。
12月27日以馬迷投票第二名出戰有馬紀念，由於秋季賽事屢戰屢敗，陣營商討後決定將此戰騎師更換爲橫山典弘。比賽開始後，其處於中團靠前約莫第六的位置推進，並於通過第三彎道後逐步爬升至到第三。進入直路後，於比賽途中一直加速爬升的梵高藝展處於領先位置，而迷人景致則於此時加速輕鬆超越對手。然而直路最後關頭，一直於外檔後方緊追其的夢之旅突然發力加速，最終迷人景致被對手超越下以1/2馬位差距落敗得第二。
年末，由於其於年間奪得雌馬三冠中的兩冠，於評選中以近乎全票的286票當選最佳3歲雌馬。

### 4歲
2010年1月6日其被轉移至宮城縣山元町山元訓練中心，以備戰來年的賽事，並以遠征阿聯酋出戰杜拜司馬經典賽爲最大目標。
2月20日出戰京都紀念作爲熱身，比賽開始後其於前方位置推進，保持穩定的節奏下以先頭部隊姿態進入直路並進佔有利位置。直路中段，後方的網絡電郵及夢之旅開始加速進擊，然而迷人景致保持速度下成功擊退兩名對手奪得冠軍，成爲15年來首次勝出此賽事的雌馬之餘亦和半兄喜氣滿盈達成兄妹制霸。

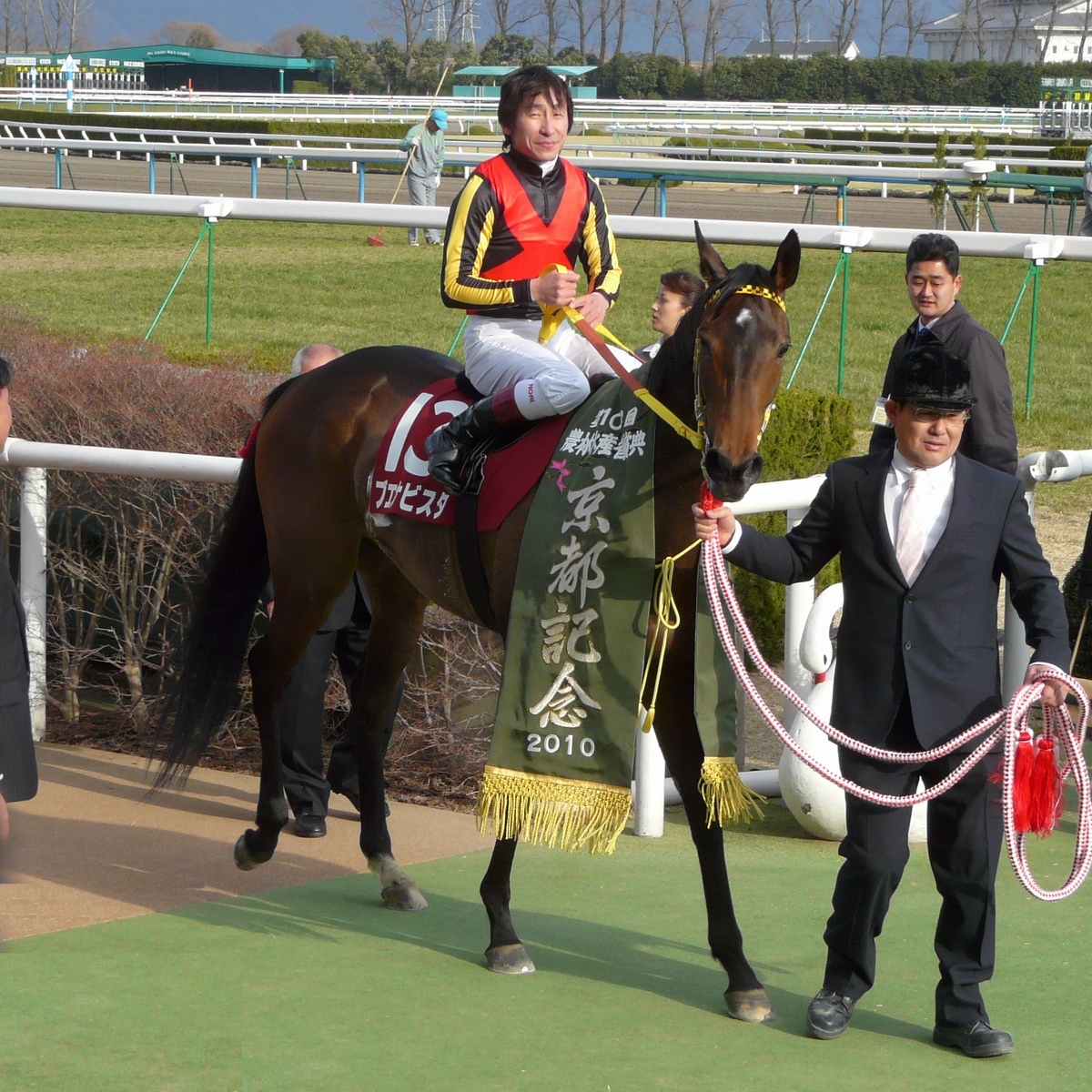
京都紀念頒獎儀式

其後正式接受阿聯酋方面的邀請，按照計劃於3月27日出戰杜拜司馬經典賽，並改爲由柏兆雷策騎。比賽開始後，其採取追上拆策略於後方位置等待時機，並於進入直路後開始加速由馬群中央衝出。然而當其行進至最後400米時被多利美阻擋，雖然於最後100米成功尋找空隙衝出，但仍無法挽回劣勢下以第二落敗。
回國後其先於兵庫縣三木市三木馬匹公園接受檢疫，其後被送到山元訓練中心調整，4月29日才返回栗東訓練中心的馬房。
5月16日出戰維多利亞一哩賽，將再次和紅色夢想決戰。比賽開始後，其放棄搶佔位置下停留於後方，於約莫第十三的位置追走。進入直路後，其面對對後上馬不利的快步速，仍然可以抽出外檔加速。然而於直路中段其不斷外閃斜行，所幸於騎師橫山的修正下成功重回正軌繼續加速。最終於其爆發末腳下，成功於終點線前超越於內側的Hikaru Amaranthus，以破紀錄的1分32.4秒時間奪得第四個一級賽冠軍。

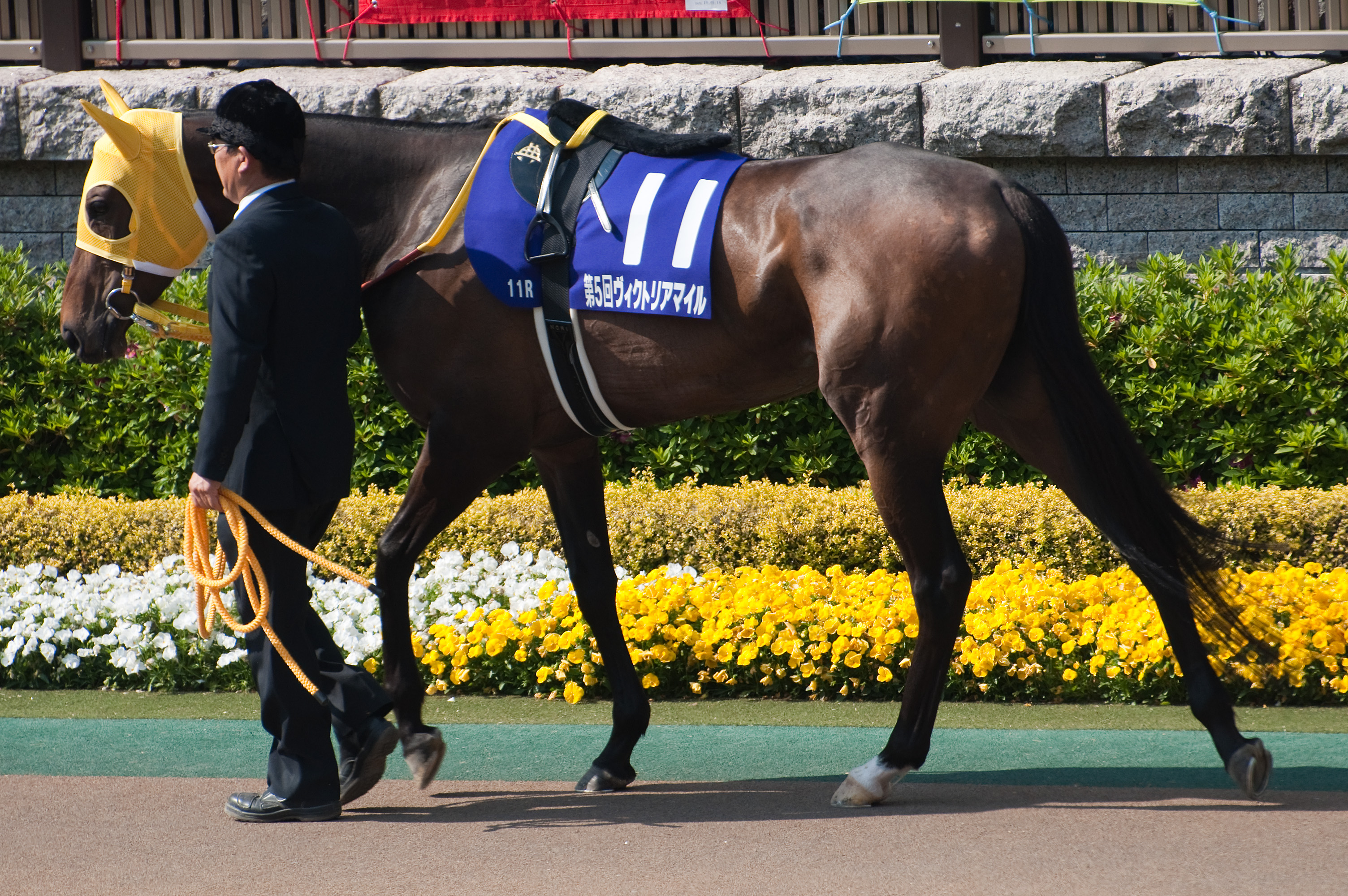
維多利亞一哩賽沙圈

6月27日出戰寶塚紀念，進入直路後成功進佔良好位置並輕鬆超越處於內欄前方的熱誠真摯，但於最後關頭被於外檔後追的中山慶典超越，最終以1/2馬位差距落敗。
夏季放草過後出戰10月31日的秋季天皇賞，但由於主戰騎師於9月26日落馬導致頸椎及頭蓋骨嚴重骨折，改由蘇銘倫代打策騎。比賽開始後其處於中團位置追走，途中保持穩定節奏等待加速的時機。進入直路後，其開始發力，並於最後300米時成功衝出馬群並建立龐大優勢，最終拋離第二的飛毛駒2馬位首次奪得雄雌馬混合一級賽冠軍，更達成父女制霸及爲騎師蘇銘倫帶來首個日本中央一級賽頭銜。
11月28日出戰日本盃，繼續夥拍蘇銘倫。比賽開始後，其於後方位置追走等待時機。進入直路後，其開始於大外檔爆發末腳衝刺，並於直路途中一直內閃以進佔良好位置，最終於其加速之下成功超越玫瑰帝國及比薩勝駒，以1 3/4馬位優勢率先衝線。然而所有賽駒衝線過後結果並未宣佈，而是進入審議階段。最終經過長達30分鐘的審議，賽會認爲迷人景致於直路的內閃行爲對玫瑰帝國組成阻礙，決定判處其降至第二名的處分，因而此事件成爲計1991年目白麥昆的秋季天皇賞及2006年川上公主的女皇伊利沙伯二世盃後，再次有以第一衝線的賽駒被處於名次下降的處分。
12月26日出戰有馬紀念，繼續獲得第一人氣。比賽開始後，其於內欄後方成功進佔有利位置，通過第四彎道後開始抽出外檔。進入直路後，其於大外檔位置加速進擊。最後200米，前方的比薩勝駒仍然保持若5馬位的領先，但此時迷人景致爆發其優勢的末腳繼續加速，最終於終點線前成功追至平頭姿態。經過6分鐘的照片判定，賽會最終確定迷人景致以6厘米的些微差距遺憾落敗。
於有馬紀念獲得第二後，本年度累積獎金達到5億2273萬6000日圓，成爲日本雌馬中最高的數字。以其亦憑藉生涯累積的10億2191萬3000日圓獎金，成爲計伏特加後第二匹累積獎金超越10億日圓的賽駒，達成一代成就。
年末，由於其勝出兩項一級賽，於評選中以全票285票當選最佳4歲以上雌馬，更以211票當選日本馬王，成爲計1971年Tomei、1997年氣槽及2008與2009伏特加後的第四匹奪得日本馬王頭銜的雌馬。

### 5歲
進入2011年後，陣營宣佈其將會再次遠征阿聯酋，並改爲以杜拜世界盃爲主要目標。接受阿聯酋方面的邀請後與一同出戰杜拜世界盃的比薩勝駒和創升，以及出戰杜拜司馬經典賽的統治地位經由香港轉機前往杜拜。
3月26日按照計劃出戰杜拜世界盃，改由莫雅策騎。比賽開始後，其於後方等待時機加速，但於進入直路後無法望空加上泥地適性不足而，最終未能進一步加速下而第八完賽。
回國後進行檢疫過後於滋賀縣甲賀市北部牧場信樂分場進行調整，於5月15日出戰維多利亞一哩賽並改由岩田康誠策騎。比賽開始後，其採用一貫的後追戰術並保持節奏。進入直路後，位於中團的上年度三冠雌馬夏威夷鳥由外檔加速並超越處於內欄的玫瑰夜，於最後100米取得領先。此時迷人景致則於大外檔後方不斷加速衝刺，最終於終點線前迫近夏威夷鳥，但最終仍然以頸位差距憾負。
6月26日出戰寶塚紀念，雖然進入直路後抽出大外檔望空加速，但仍然未能對率先衝出的熱誠真摯造成太大威脅，最終以1 1/2馬位差距落敗得第二。
於北部牧場放草過後於10月30日出戰秋季天皇賞，並以2.8倍獨贏賠率獲得第一人氣。比賽開始後，其於中團位置追走，比賽途中稍爲減速後退。進入直路後，其於內欄的有利位置開始加速，但於中段被其他馬匹阻擋，其後雖然發現位置並衝出，但最終仍然未能挽回劣勢以第四完賽。
11月27日出戰日本盃，獲得繼凱旋門大賽冠軍丹山夢後的第二人氣，爲其出賽以來首次未能獲得第一人氣。比賽開始後，其於快閘下成功搶佔內欄有利位置於中團追走，並於通過第四彎道後開始抽出外檔準備加速。進入直路後，其憑藉早前抽出外檔的動作成功望空，於外檔位置迫近較早前經已衝出的東瀛佐敦，最終與其的優勢加速度下，成功以頸位壓過對手奪冠，再次達成父女制霸。

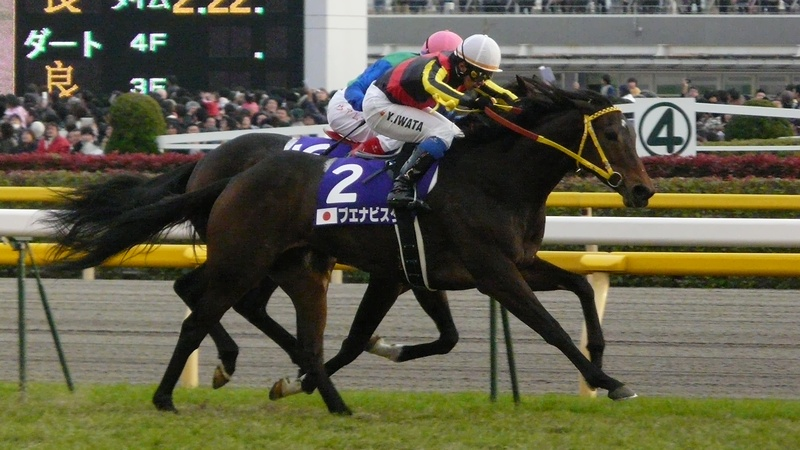
出戰日本盃的迷人景致

其後出戰退役戰有馬紀念，本次比賽2010年打吡馬榮進閃耀、本年度秋季天皇賞冠軍東瀛佐敦及春季天皇賞冠軍萬千寵愛等強敵，但仍然僅落後於三冠馬黃金巨匠獲得第二人氣。比賽開始後，其搶佔先頭位置於內欄追走，雖然以第三名進入直路，但於其中未能發揮末腳加速，最終失速以下以第七落敗。
其後按照計劃退役，並取消於日本中央競馬會的賽駒註冊。
年末，其於評選中以277票蟬聯最佳4歲及以雌馬，達成連續4年獲得最佳雌馬頭銜的壯舉。

### 詳細賽績
| 日期       | 舉辦國家 | 馬場 | 距離     | 級別   | 賽事名稱           | 負重 | 騎師     | 馬號 | 出馬 | 名次 | 時間     | 頭馬（二馬）          |
| ---------- | -------- | ---- | -------- | ------ | ------------------ | ---- | -------- | ---- | ---- | ---- | -------- | --------------------- |
| 26/10/2008 | 日本     | 京都 | 草1800   |        | 2歲新馬            | 54   | 安藤勝己 | 4    | 11   | 3    | 1:52.0   | 所向披靡              |
| 15/11/2008 | 日本     | 京都 | 草1600   |        | 2歲未勝利          | 54   | 安藤勝己 | 4    | 14   | 1    | 1:34.9   | （Happy Parade）      |
| 14/12/2008 | 日本     | 阪神 | 草1600   | JpnI   | 阪神兩歲牝馬錦標   | 54   | 安藤勝己 | 13   | 18   | 1    | 1:35.2   | （Danon Berbere）     |
| 7/3/2009   | 日本     | 阪神 | 草1600   | JpnIII | 鬱金香賞           | 54   | 安藤勝己 | 5    | 13   | 1    | 1:36.5   | （Sakura Mimosa）     |
| 12/4/2009  | 日本     | 阪神 | 草1600   | JpnI   | 櫻花賞             | 55   | 安藤勝己 | 9    | 18   | 1    | 1:34.0   | （紅色夢想）          |
| 24/5/2009  | 日本     | 東京 | 草2400   | JpnI   | 優駿牝馬           | 55   | 安藤勝己 | 7    | 17   | 1    | 2:26.1   | （紅色夢想）          |
| 23/8/2009  | 日本     | 札幌 | 草2000   | GII    | 札幌紀念           | 52   | 安藤勝己 | 11   | 16   | 2    | 2:00.7   | 君主風範              |
| 18/10/2009 | 日本     | 京都 | 草2000   | GI     | 秋華賞             | 55   | 安藤勝己 | 3    | 18   | 3    | 1:58.2   | 紅色夢想              |
| 15/11/2009 | 日本     | 京都 | 草2200   | GI     | 女皇伊利沙伯二世盃 | 54   | 安藤勝己 | 16   | 18   | 3    | 2:13.9   | 美酒皇后              |
| 27/12/2009 | 日本     | 中山 | 草2500   | GI     | 有馬紀念           | 53   | 横山典弘 | 2    | 16   | 2    | 2:30.1   | 夢之旅                |
| 20/2/2010  | 日本     | 京都 | 草2200   | GII    | 京都紀念           | 55   | 横山典弘 | 13   | 13   | 1    | 2:14.4   | （網絡電郵）          |
| 27/3/2010  | 阿聯酋   | 美丹 | 草2410   | GI     | 杜拜司馬經典賽     | 55   | 柏兆雷   | 10   | 16   | 2    | 紀錄缺失 | 多利美                |
| 16/5/2010  | 日本     | 東京 | 草1600   | GI     | 維多利亞一哩賽     | 55   | 横山典弘 | 11   | 18   | 1    | 1:32.4   | （Hikaru Amaranthus） |
| 27/6/2010  | 日本     | 阪神 | 草2200   | GI     | 寶塚紀念           | 56   | 横山典弘 | 8    | 17   | 2    | 2:13.1   | 中山慶典              |
| 31/10/2010 | 日本     | 東京 | 草2000   | GI     | 秋季天皇賞         | 56   | 蘇銘倫   | 2    | 18   | 1    | 1:58.2   | （飛毛駒）            |
| 28/11/2010 | 日本     | 東京 | 草2400   | GI     | 日本盃             | 55   | 蘇銘倫   | 16   | 18   | 2    | 2:24.9   | 玫瑰帝國              |
| 26/12/2010 | 日本     | 中山 | 草2500   | GI     | 有馬紀念           | 55   | 蘇銘倫   | 7    | 15   | 2    | 2:32.6   | 比薩勝駒              |
| 26/3/2011  | 阿聯酋   | 美丹 | 膠沙2000 | GI     | 杜拜世界盃         | 55   | 莫雅     | 13   | 14   | 8    | 紀錄缺失 | 比薩勝駒              |
| 15/5/2011  | 日本     | 東京 | 草1600   | GI     | 維多利亞一哩賽     | 55   | 岩田康誠 | 13   | 17   | 2    | 1:31.9   | 夏威夷鳥              |
| 26/6/2011  | 日本     | 阪神 | 草2200   | GI     | 寶塚紀念           | 56   | 岩田康誠 | 8    | 16   | 2    | 2:10.3   | 熱誠真摯              |
| 30/10/2011 | 日本     | 東京 | 草2000   | GI     | 秋季天皇賞         | 56   | 岩田康誠 | 5    | 18   | 4    | 1:56.4   | 東瀛佐敦              |
| 27/11/2011 | 日本     | 東京 | 草2400   | GI     | 日本盃             | 55   | 岩田康誠 | 2    | 16   | 1    | 2:24.2   | （東瀛佐敦）          |
| 25/12/2011 | 日本     | 中山 | 草2500   | GI     | 有馬紀念           | 55   | 岩田康誠 | 1    | 13   | 7    | 2:36.5   | 黃金巨匠              |

## 退役後
退役後，迷人景致成爲了配種馬，於北海道安平町北部牧場休養，在2012年進行配種但最終流產。首匹子嗣Coronacion於2014年出生，可於2016年出賽，10月16日經已勝出中央的新馬戰。

### 詳細繁殖資料
| 數目   | 馬名            | 出生年 | 性別 | 父系     | 練馬師         | 馬主                 | 戰績                        |
| ------ | --------------- | ------ | ---- | -------- | -------------- | -------------------- | --------------------------- |
|        | （流產）        |        |      | 夏威夷王 |                |                      |                             |
| 第一匹 | Coronacion      | 2014   | 雌   | 夏威夷王 | 栗東・池添學   | Sunday Racing Co Ltd | 12戰1冠0亞2季（退役・繁殖） |
| 第二匹 | Social Club     | 2015   | 雌   | 夏威夷王 | 栗東・池添學   | Sunday Racing Co Ltd | 19戰4冠4亞1季（退役・繁殖） |
| 第三匹 | Tantalus        | 2016   | 雌   | 夏威夷王 | 栗東・池添學   | Sunday Racing Co Ltd | 21戰4冠2亞2季（退役・繁殖） |
| 第四匹 | 迷人景致2017    | 2017   | 雄   | 夏威夷王 | 栗東・池添學   | Sunday Racing Co Ltd | （未出戰）                  |
| 第五匹 | Buena Ventura   | 2018   | 雄   | 滿樂時   | 美浦・堀宣行   | Sunday Racing Co Ltd | 9戰1冠1亞1季（退役）        |
| 第六匹 | Buena El Dorado | 2019   | 雌   | 龍王     | 美浦・國枝榮   | Sunday Racing Co Ltd | （未出戰・繁殖）            |
| 第七匹 | Alta Vista      | 2020   | 雌   | 龍王     | 栗東・松永幹夫 | Sunday Racing Co Ltd | 14戰2冠0亞0季（現役）       |
|        | （受胎失敗）    |        |      | 滿樂時   |                |                      |                             |
| 第八匹 | Obra Maestra    | 2022   | 雄   | 金之霸   | 栗東・池添學   | Sunday Racing Co Ltd | 2戰0冠0亞0季（現役）        |
| 第九匹 | 迷人景致2023    | 2023   | 雌   | 澤芳     | 栗東・池添學   | Sunday Racing Co Ltd | （出賽前）                  |
| 第十匹 | 迷人景致2024    | 2024   | 雄   | 統治地位 |                |                      |                             |

## 血統簡介
父系特別週爲日本賽駒，生涯戰績彪炳，曾勝出1998年東京優駿（日本打吡），於1999年稱霸春秋天皇賞並於日本盃擊退衆多外敵而被稱爲「日本總大將」。祖父週日寧靜是美國三冠賽雙軍馬，退役後在日本配種，在日本馬壇相當成功，贏得多項分級賽事，其子嗣贏得巨額獎金。
母系Biwa Heidi爲日本賽駒，生涯戰績優秀，曾勝出一級賽阪神三歲牝馬錦標。外祖父Caerleon爲美國生產的愛爾蘭賽駒，生涯戰績彪炳，曾勝出一級賽法國打吡及英國國際錦標，退役後配種成績以非常優秀。

### 血統表
| 父線：週日寧靜系（Halo系）                                    |                              |               |                 |
| 種馬 特別週 1995年（深棗色）                                  | 週日寧靜 1986年（棕色）      | Halo          | Hail to Reason  |
| 種馬 特別週 1995年（深棗色）                                  | 週日寧靜 1986年（棕色）      | Halo          | Cosmah          |
| 種馬 特別週 1995年（深棗色）                                  | 週日寧靜 1986年（棕色）      | Wishing Well  | Understanding   |
| 種馬 特別週 1995年（深棗色）                                  | 週日寧靜 1986年（棕色）      | Wishing Well  | Mountain Flower |
| 種馬 特別週 1995年（深棗色）                                  | Campaign Girl 1987年（棗色） | 丸善斯基      | 尼真斯基        |
| 種馬 特別週 1995年（深棗色）                                  | Campaign Girl 1987年（棗色） | 丸善斯基      | Shill           |
| 種馬 特別週 1995年（深棗色）                                  | Campaign Girl 1987年（棗色） | Lady Shiraoki | Saint Crespin   |
| 種馬 特別週 1995年（深棗色）                                  | Campaign Girl 1987年（棗色） | Lady Shiraoki | Miss Ashiyagawa |
| 繁殖雌馬 Biwa Heidi 1993年（棕色）                            | Caerleon 1980年（棗色）      | 尼真斯基      | 北地舞人        |
| 繁殖雌馬 Biwa Heidi 1993年（棕色）                            | Caerleon 1980年（棗色）      | 尼真斯基      | Flaming Page    |
| 繁殖雌馬 Biwa Heidi 1993年（棕色）                            | Caerleon 1980年（棗色）      | Foreseer      | 圓桌武士        |
| 繁殖雌馬 Biwa Heidi 1993年（棕色）                            | Caerleon 1980年（棗色）      | Foreseer      | Regal Gleam     |
| 繁殖雌馬 Biwa Heidi 1993年（棕色）                            | Aghsan 1985年（黑色）        | Lord Gayle    | Sir Gaylord     |
| 繁殖雌馬 Biwa Heidi 1993年（棕色）                            | Aghsan 1985年（黑色）        | Lord Gayle    | Sticky Case     |
| 繁殖雌馬 Biwa Heidi 1993年（棕色）                            | Aghsan 1985年（黑色）        | Sanat Luciana | Luciano         |
| 繁殖雌馬 Biwa Heidi 1993年（棕色）                            | Aghsan 1985年（黑色）        | Sanat Luciana | Suleika         |
| 雌系：Schwarzgold系（號族：16-c）                             |                              |               |                 |
| 五代內近親交配：尼真斯基 4×3、Hail to Reason 4×5、Turn-to 5×5 |                              |               |                 |

## 命名由來
名字中，Buena（ブエナ）於西班牙語中帶有美麗、優美等意思，Vista（ビスタ）則於西班牙語中代表景色，兩者結合的意思即是「美景」，香港則加以修飾，翻譯为「迷人景致」。

## 外部連結
- 迷人景致 netkeiba.com （页面存档备份，存于）
- 血統表 （页面存档备份，存于）